# Scolopendra galapagoensis
Scolopendra galapagoensis är en mångfotingart som beskrevs av Charles Harvey Bollman 1889. Scolopendra galapagoensis ingår i släktet Scolopendra och familjen Scolopendridae. Inga underarter finns listade i Catalogue of Life.